# Francesco Cecon
Francesco Cecon (Tolmezzo, 13 novembre 2001) è un saltatore con gli sci italiano.

## Biografia
Figlio di Roberto, nipote di Andrea e fratello di Federico, tutti a loro volta saltatori con gli sci, Francesco Cecon, originario di Malborghetto-Valbruna e attivo dal febbraio del 2015, ha esordito in Coppa del Mondo il 23 gennaio 2023 a Titisee-Neustadt (49º) e ai Campionati mondiali a Planica 2023, dove si è classificato 40º nel trampolino normale e 41º nel trampolino lungo; ai Mondiali di Trondheim 2025 si è piazzato 44º nel trampolino normale, 34º nel trampolino lungo e 9º nella gara a squadre mista. Non ha preso parte a rassegne olimpiche.

## Palmarès

### Coppa del Mondo
- Miglior piazzamento in classifica generale: 51º nel 2023